# Silverdocs
Silverdocs (wł.SILVERDOCS: AFI / Discovery Channel Documentary Festival) – festiwal filmów dokumentalnych organizowany przez Discovery Channel i American Film Institute. Na festiwalu prezentowane są filmy realizowane przez niezależnych twórców (często amatorów). Gala odbywa się zawsze w Silver Spring koło Waszyngtonu. Sam festiwal jest wysoko ceniony na świecie. W ramach festiwalu odbywają się także imprezy poboczne, tj. międzynarodowa konferencja na temat filmów dokumentalnych, warsztaty i seminaria.

## Kategorie
Nagrody przyznawane są w pięciu kategoriach:
- Ace Documentary Grant
- Cinematic Vision Award for Short and Feature
- Music Award
- Sterling Award for Short and Feature US
- Sterling Award for Short and Feature World

W 2008 roku na festiwalu zaprezentowano 108 wybranych spośród 1702 zgłoszeń, debiutowało tam sześć nominowanych do Oscara filmów dokumentalnych (2009). W gali uczestniczyło ponad 21000 gości,
Spośród polskich filmów prezentowanych na festiwalu zostały nagrodzone:
- 2006 – film Wojciecha Kasperskiego pt. "Nasiona",
- 2004 – film Macieja Adamka pt. "Życie przed tobą".